# Овсянки-барсучки
Овсянки-барсучки (лат. Ammospiza) — род воробьиных птиц из семейства Passerellidae, ранее включался в семейство овсянковых. Представители рода распространены в Северной Америке. Небольшие птицы длиной  10,5—15 см и массой 10—28,7 г.

## Виды
Филогенетический анализ последовательностей ядерной и митохондриальной ДНК, опубликованный в 2015 году, показал, что Passerellidae образуют монофилетическую группу, которая имеет неопределенное отношение к Emberizidae. Многие виды, в том числе и представители рода Ammospiza были перемещены в семейство Passerellidae.
В состав рода включают четыре вида:
- Ammospiza caudacuta — Острохвостая овсянка-барсучок
- Ammospiza leconteii — Луговая овсянка-барсучок
- Ammospiza maritima — Приморская овсянка-барсучок
- Ammospiza nelsoni